# Synchiropus grandoculis
Synchiropus grandoculis és una espècie de peix de la família dels cal·lionímids i de l'ordre dels perciformes.

## Hàbitat
És un peix marí i d'aigües profundes que viu fins als 353 m de fondària.

## Distribució geogràfica
Es troba a Austràlia Occidental.

## Observacions
És inofensiu per als humans.